# Ich will
Ich will is een single van Rammsteins derde album Mutter. Het nummer werd oorspronkelijk in Duitsland op 10 september 2001 uitgebracht. Het nummer zou in de nacht van 11 september voor het eerst in de Verenigde Staten worden uitgezonden. Op deze dag werd dat land getroffen door een viertal terroristische aanslagen, waarop veel zenders besloten het nummer niet uit te zenden. Op de Duitse versie stond ook het livenummer van The Ramones, "Pet Sematary". Dit nummer is samen met Ramones door keyboardspeler Flake gezongen.

## De video
In de video zijn de bandleden te zien terwijl ze een bankoverval plegen. In de video is door elkaar de bankoverval en de nasleep te zien.
De bankoverval: Alle bandleden (behalve Flake) hebben kousen over hun hoofd en vallen een bank binnen. Ze worden gevolgd door Flake die een grote bom om zijn middel heeft. Alle bandleden (behalve Flake) komen een voor een de bank uitgelopen en worden afwisselend geconfronteerd met zowel een SEK (commando-eenheid) als de media. Als de timer op Flake's bom nul bereikt flitsen fragmenten uit de andere video's van Rammstein voorbij.
De nasleep: de band (behalve Flake) komt uit een bus met handboeien en kettingen om en gevangeniskledij. Ze stappen op een podium en krijgen de Goldene Kamera aangereikt. Achter het podium hangt een grote foto van Flake en een kist waar zijn resten in zouden moeten zitten. 
In een interview beschrijft Rammstein de videoclip als demonstratie van de obsessie van de media voor een goed verhaal, maar ook als illustratie van de onsterfelijkheid die bereikt kan worden door mensen die onrecht plegen.

## Live
Samen met "Nebel" was "Ich will" het enige lied van Mutter dat niet live gespeeld werd in de demovorm op het concert voor leden van de Fan Area in april 2000. In plaats daarvan werd het voor het eerst op 1 mei 2001 live gespeeld, in een ander concert voor de leden van de Fan Area. Wanneer het nummer live gespeeld wordt, zijn explosies altijd van de partij. Meestal wordt het nummer als afsluiter gespeeld op concerten. Tot nu toe werd het nummer op elk concert (behalve drie opeenvolgende concerten voor de leden van de Fan Area in oktober 2004) gespeeld.

## Tracklist
Maxisingle
1. Ich will (albumversie) - 3:37
2. Ich will (live) - 4:17
3. Ich will (WestBam-remix) - 6:19
4. Ich will (Paul van Dyk-remix) - 6:13
5. Pet Sematary (live met Clawfinger) - 6:31
6. Ich will (live, cd-r-video) - 4:05